# Elderon (hrabstwo Marathon)
Elderon – wieś w Stanach Zjednoczonych, w stanie Wisconsin, w hrabstwie Marathon.